# Reforma emancipadora de 1861

«Liberación de los campesinos (Lectura del Manifiesto)». Borís Kustódiev, 1907

La Reforma Emancipadora de 1861 en Rusia fue la primera y más importante de las reformas liberales llevadas a cabo durante el gobierno del zar Alejandro II de Rusia. La reforma significó la liquidación de la dependencia servil anteriormente sufrida por los campesinos rusos.
La base legal de la reforma fue el Manifiesto de Emancipación del zar del 3 de marzo de 1861 (19 de febrero de 1861, en el calendario juliano), acompañado por una serie de decretos legislativos bajo el nombre general de Regulaciones concernientes a los campesinos que dejan la dependencia servil (Положения о крестьянах выходящих из крепостной зависимости, Polozhéniya o krestyánaj, vyjodyáschij iz krepostnói zavísimosti). El Manifiesto otorgó derechos completos de ciudadanos libres a los siervos y prescribió que los campesinos serían capaces de comprar las tierras de los propietarios.

## Rusia pre-reforma
El Imperio ruso era una tierra de campesinos, que conformaban por lo menos el 80% de la población total. Había dos categorías principales de campesinos: aquellos que vivían en tierras del Estado y aquellos que vivían en tierras de propietarios privados. Solamente los últimos eran siervos quienes, además de sus obligaciones para con el Estado, también estaban obligados con el dueño de las tierras, el cual tenía gran poder sobre sus vidas. Para mediados del siglo XIX, menos de la mitad de los campesinos rusos eran siervos.
La población rural vivía en casas (dvorý, en singular dvor), reunidas en aldeas (derevni, literalmente 'madera', poblados más grandes eran llamados seló), gobernadas por un mir (comuna, o obshchina). Se trataba de unidades aisladas, conservadoras, en gran parte autosuficientes y autogobernadas, dispersadas a lo largo del campo cada 10 km. Existían alrededor de 20 millones de dvorý en el Imperio ruso, el 40% de los cuales contaba con solo de 6 a 10 personas.
Intensamente insulares, la asamblea del mir denominada sjod (selski sjod) designaba a un selski stárosta y a un 'funcionario' (písar o escribano) para lidiar con cualquier asunto externo. Las tierras y los recursos eran compartidos al interior del mir. Los campos eran divididos entre las familias en un complejo de franjas de parcelas distribuidas de acuerdo a la calidad del suelo. Las franjas eran periódicamente redistribuidas al interior del derevni para producir mejores condiciones económicas, aunque a expensas de la eficiencia real. A pesar de que esta tierra no era poseída por el mir, la tierra era la propiedad legal de los aproximadamente 100.000 terratenientes (dvoryanstvo o nobleza) y los habitantes, como siervos, no podían dejar la propiedad donde habían nacido. Los campesinos estaban obligados a hacer pagos regulares en trabajo y en bienes. Se estima que, para la primera mitad del siglo XIX, los terratenientes tomaban por lo menos un tercio del ingreso y de la producción.
La necesidad de una reforma urgente fue entendida en la Rusia del siglo XIX, por lo que se prepararon varios proyectos de reformas de emancipación por Mijaíl Speranski, Nikolái Mordvínov y Pável Kiseliov; sin embargo, sus esfuerzos fueron frustrados por los conservadores o la nobleza reaccionaria. En las Gubérniyas del Oeste, la servidumbre fue abolida al principio del siglo. En el Zarato de Polonia, la servidumbre había sido abolida antes de convertirse en parte del Imperio ruso. La servidumbre fue abolida en la Gobernación de Estonia en 1816, en Curlandia en 1817 y en Livonia en 1819. Pero incluso en estas partes occidentales del imperio, los campesinos todavía estaban sujetos a varias limitaciones.

## Implementación
Aunque bien planificada en la legislación, la reforma no funcionó sin problemas. Las condiciones del manifiesto fueron vistas como inaceptables por muchos campesinos. Así, «en muchas localidades, los campesinos se negaron a creer que el manifiesto era genuino. Había disturbios y las tropas tenían que ser llamadas para dispersar a las multitudes molestas». Por otra parte, se pagó a los terratenientes y a la nobleza con bonos del gobierno y sus deudas fueron eliminadas antes de que el dinero fuera entregado. Pronto, el valor de los bonos cayó.

## Resultado
La legislación ni liberó a los campesinos de excesivas obligaciones externas ni arregló en su mayoría sus restricciones sociales y económicas. La aplicación desigual de la legislación dejó a muchos campesinos en la Zarato de Polonia y el norte de Rusia libres, pero sin tierras (batráks o jornaleros), mientras que en otras áreas los campesinos se convirtieron en la mayoría de los terratenientes de sus provincias.